# Trans World Airlines
A Trans World Airlines, röviden Trans World vagy csak TWA, egy 1925-től 2001-ig működő amerikai légitársaság volt, amelyet az American Airlines vásárolt meg.
1946-ig The Transcontinental and Western Airways, azóta – egészen napjainkig – Trans World Airlines.
A társaság szerepét a légiközlekedésben Howard Hughes lendítette fel, akiről 2004-ben életrajzi film készült Aviátor (The Aviator) címmel.